# Żeglarstwo na Letnich Igrzyskach Olimpijskich 1924 – monotyp olimpijski
Zawody w żeglarskiej klasie monotyp olimpijski podczas VIII Letnich Igrzysk Olimpijskich odbyły się w dniach 10–13 lipca 1924 roku na Sekwanie w Meulan-en-Yvelines.

## Informacje ogólne
Do zawodów zgłosiło się siedemnastu zawodników reprezentujących siedemnaście krajów, w tym jedyna kobieta w olimpijskich regatach, Szwajcarka Ella Maillart.
Zawodnicy rywalizowali na jednolitych jachtach, udostępnionych przez organizatorów. Zostały przeprowadzone cztery wyścigi eliminacyjne, z których czołowa dwójka awansowała do dalszej fazy, przeprowadzonej w formie dwóch wyścigów półfinałowych – do półfinałów mieli także zapewniony awans zawodnicy z grupy D pauzujący w jednej z eliminacji (Portugalczyk i Szwed). W obydwu najlepszy okazał się Belg Léon Huybrechts zostając tym samym zwycięzcą olimpijskich regat.

## Eliminacje
| Pozycja | Seria I             | Seria I                 |                       | Seria II            | Seria II |
| Pozycja | Wyścig 1            | Wyścig 2                | Wyścig 1              | Wyścig 2            |          |
| ------- | ------------------- | ----------------------- | --------------------- | ------------------- | -------- |
| Q       | Hans Dittmar        | Henrik Robert           | Johan Hin             | Frederico Burnay    |          |
| Q       | Léon Huybrechts     | Santiago Amat           | Gordon Fowler         | Hans Dittmar        |          |
| 3       | Clarence Hammar     | Rupert Ellis-Brown      | Bernardo Milhas       | Ella Maillart       |          |
| 4       | Gordon Fowler       | Albert Michelet         | Santiago Amat         | Henrik Robert       |          |
| 5       | Bernardo Milhas     | Ella Maillart           | Rupert Ellis-Brown    | Albert Michelet     |          |
| 6       | Edward Bryzemejster | Émile Barral            | Eduard Bürgmeister    | Edward Bryzemejster |          |
| 7       | Norm Robertson      | Eduard Bürgmeister      | Aage Høy-Petersen     | Norm Robertson      |          |
| 8       | Johan Hin (DSQ)     | Aage Høy-Petersen (DNF) | Léon Huybrechts (DSQ) | Émile Barral (DNF)  |          |

## Półfinały
| Pozycja | Półfinał 1             |                       | Półfinał 2 |
| ------- | ---------------------- | --------------------- | ---------- |
| 1       | Léon Huybrechts        | Léon Huybrechts       |            |
| 2       | Henrik Robert          | Johan Hin             |            |
| 3       | Clarence Hammar        | Hans Dittmar          |            |
| 4       | Santiago Amat          | Santiago Amat         |            |
| 5       | Hans Dittmar           | Henrik Robert         |            |
| 6       | Gordon Fowler          | Gordon Fowler         |            |
| 7       | Johan Hin (DSQ)        | Frederico Burnay      |            |
| 8       | Frederico Burnay (DNF) | Clarence Hammar (DSQ) |            |

## Klasyfikacja końcowa
| Pozycja | Zawodnik            |
| ------- | ------------------- |
| złoto   | Léon Huybrechts     |
| srebro  | Henrik Robert       |
| brąz    | Hans Dittmar        |
| 4       | Santiago Amat       |
| 5       | Johan Hin           |
| 6       | Clarence Hammar     |
| 7       | Gordon Fowler       |
| 7       | Frederico Burnay    |
| 9       | Bernardo Milhas     |
| 9       | Aage Høy-Petersen   |
| 9       | Norm Robertson      |
| 9       | Albert Michelet     |
| 9       | Émile Barral        |
| 9       | Edward Bryzemejster |
| 9       | Rupert Ellis-Brown  |
| 9       | Eduard Bürgmeister  |
| 9       | Ella Maillart       |